# ميناء رأس سدر
هو ميناء بترولي بحري يقع بمدينة رأس سدر على خليج السويس بمحافظة جنوب سيناء في مصر و هو يتبع الشركة العامة للبترول.

## الموقع
60 كم من نفق الشهيد أحمد حمدي «جنوب غرب مدينة سدر، شرق خليج السويس».

## نشاط الميناء
استقبال وشحن وتفريغ ناقلات البترول.